# جون ماكيلان
جون ماكيلان (بالإنجليزية: John McQuillan)‏ هو لاعب كرة قدم بريطاني في مركز ظهير ‏، ولد في 20 يوليو 1970 في Stranraer ‏ في المملكة المتحدة. لعب مع دندي يونايتد وسانت جونستون ونادي ألوا أثليتيك ونادي دندي ونادي مونتروز لكرة القدم.

## وصلات خارجية
- جون ماكيلان على موقع قاعدة بيانات كرة القدم.إي يو (الإنجليزية)
- جون ماكيلان على موقع Soccerbase.com (لاعب) (الإنجليزية)